# Рамбо: Първа кръв, втора част
„Рамбо: Първа кръв, втора част“ (на английски: Rambo: First Blood Part II) е американски екшън филм от 1985 година на режисьора Джордж Косматос, по сценарий на Джеймс Камерън и Силвестър Сталоун, който също играе в главната роля на виетнамския ветеран Джон Рамбо. Филмът е продължение на „Рамбо: Първа кръв“ (1982), и е вторият филм в сериите „Рамбо“.

## Актьорски състав
- Силвестър Сталоун – Джон Дж. Рамбо
- Ричард Крена – Полковник Самуел Р. „Сам“ Траутман
- Чарлз Нейпиър – Майор Маршал Роджър Т. Мърдок
- Стивън Беркоф – Подполковник Сергей Т. Подовски
- Джулия Никсън – Агент Ко Фуонг Бао
- Мартин Коув – Майкъл Рийд Ериксън
- Джордж Чунг – Лейтенант Тей
- Анди Ууд – Банкс
- Стив Уилямс – Лифер
- Уилям Гент – Капитан Вин
- Вое Горич – Сержант Юшин
- Дана Лий – Капитан Ин Кин

## Филми от поредицата за „Рамбо“
Поредицата „Рамбо“ включва 5 филма:
- „Рамбо: Първа кръв“ (1982)
- „Рамбо: Първа кръв, втора част“ (1985)
- „Рамбо 3“ (1988)
- „Рамбо“ (2008)
- „Рамбо: Последна кръв“ (2019)

## Дублажи

### Мулти Видео Център (1996)
| Озвучаващи артисти | Лидия Вълкова Стефан Стефанов Любомир Младенов Даниел Цочев |

### Българска национална телевизия(1998)
| Преводач            | Харалампи Аничкин                                                         |
| Консултант          | професионален пилот Валентин Гоцев                                        |
| Редактор            | Харалампи Попов                                                           |
| Озвучаващи артисти  | Наталия Бардская Владимир Пенев Васил Банов Красимир Куцупаров Марин Янев |
| Тонрежисьор         | Иван Василев                                                              |
| Режисьор на дублажа | Димитър Караджов                                                          |

### Диема Вижън
| Озвучаващи артисти | Милена Живкова Борис Чернев Георги Георгиев-Гого Николай Николов Васил Бинев |
| Преводач           | Златина Тенева                                                               |
| Тонрежисьор        | Стефан Дучев                                                                 |

| Озвучаващи артисти  | Даниела Йорданова Георги Георгиев-Гого Стефан Сърчаджиев-Съра Николай Николов Христо Узунов |
| Преводач            | Калина Пашовска                                                                             |
| Тонрежисьор         | Стефан Дучев                                                                                |
| Режисьор на дублажа | Димитър Кръстев                                                                             |